# Parti travailliste (Malte)
Pour les articles homonymes, voir Parti travailliste.
 (avril 2018).
Si vous disposez d'ouvrages ou d'articles de référence ou si vous connaissez des sites web de qualité traitant du thème abordé ici, merci de compléter l'article en donnant les références utiles à sa vérifiabilité et en les liant à la section « Notes et références ».
Le Parti travailliste (PL) (en maltais, Partit Laburista — en anglais, Malta Labour Party) est un parti politique maltais fondé le 15 mars 1921. Il alliait autrefois socialisme, nationalisme et tiers-mondisme et est aujourd'hui membre du Parti socialiste européen. Son ancien président Dom Mintoff est la figure de proue de la lutte pour l'indépendance de l'archipel.

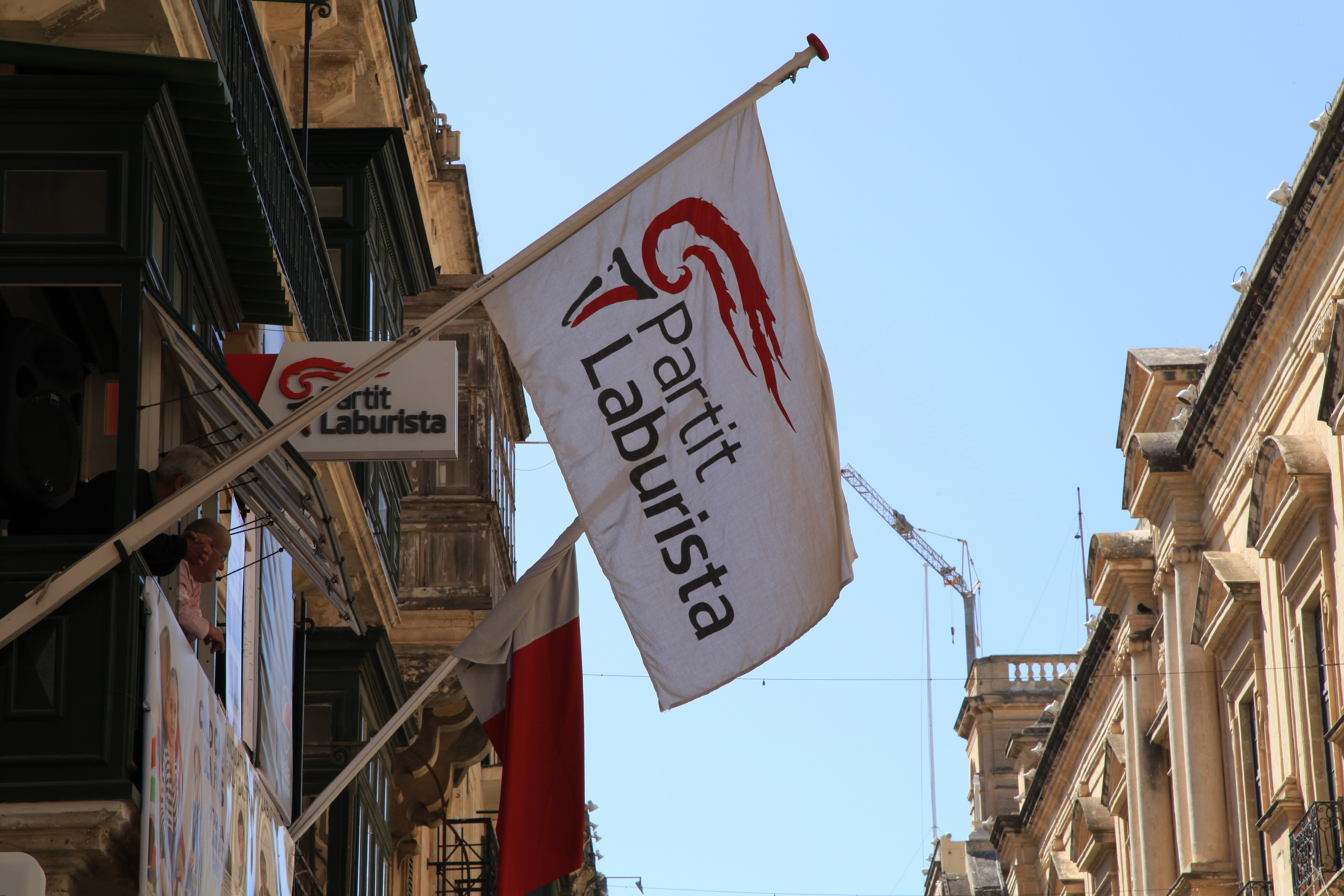
Un des drapeau du Partit Travailliste (PL)

## Histoire

### Camera del Lavoro(1920)
C'est le 15 octobre 1920 qu'est fondé un club politique la Camera del Lavoro (Chambre du travail), dans les bureaux du notaire Carbonaro où les douze fondateurs s'engagent à verser 25 livres par mois pour faire vivre le club avec objectif de former un parti politique en vue de participer aux premières élections générales organisées bientôt pour la première fois à Malte. Il s'agit de :
- Anton Agius, imprimeur ;
- Guliermu Arena, journaliste ;
- Ġanni Bencini, conseiller ;
- Robert Bencini, « bien-de-sa-personne » ;
- Carmelo Bonello, tailleur ;
- Gejtanu Bonello, greffier ;
- Mikiel Borg, négociant ;
- Mikielanġ Borg, rédacteur en chef ;
- Agostino Matrenza, orfèvre ;
- Anton Schrembri, graveur ;
- Ġjacintu Tua, procureur ;
- Salvu Zammit Hammett, électricien.

Lors de leur première réunion, le lendemain (16 octobre), ils forment le bureau de la Camera del Lavoro, rapidement connue sous le nom de Labour Party Club (le Club du parti travailliste) :
- le professeur G. Frendo, président ;
- le colonel Willian Savona, vice-président ;
- Ġanni Bencini, secrétaire ;
- Mikielanġ Borg, trésorier ;
- Anton Schrembri, trésorier adjoint.

### Fondation (1921)
C'est le 15 mars 1921, date choisie car le trentième anniversaire de l'encyclique Rerum novarum du pape Léon XIII, que se tient le congrès fondateur du Parti travailliste avec Willian Savona comme premier président.
Le tout nouveau parti travailliste participe aux premières élections générales de 1921 et fait élire sept députés, dont le futur archevêque de Malte Michael Gonzi. Rentré dans une coalition avec l'Union politique maltaise, les travaillistes ont leurs premiers ministres.

### Alliance avec le Parti constitutionnel (1926-1934)
Entre 1926 et 1934, le parti travailliste de Savona fait alliance avec le parti constitutionnel de Gerald Strickland. En 1927 le colonel Michael Dundon est préféré à Savona, mais il démissionne pour raisons de santé et c'est Pawlu Boffa qui prend la tête du parti en novembre 1928. L'alliance entre travaillistes et constitutionnels forme le gouvernement dit tal-Compact (le Pacte), qui prendra la première loi sociale maltaise Workmen's Compensation Act, une loi sur les accidents du travail qui prend effet en août 1929. Il crée aussi un centre de formation pour les migrants et lance la construction de l'hôpital San Luqa en 1930.
Entre 1928 et 1932, les « questions religieuses » font perdre au « Pacte » les élections générales de 1932. Le parti travailliste est largement impliqué dans les revendications des travailleurs des docks et en 1933, il prend la défense de neuf ouvriers accusés de distribuer des documents séditieux, six seront jugés, aucun condamné à une peine de prison. En pleine guerre, le 5 octobre 1943 est créé Union générale des travailleurs (en anglais General Workers' Union - GWU), un syndicat ouvrier qui apportera son soutien indéfectible au parti travailliste.

### Premier gouvernement travailliste (1945-1950)
En 1945, le parti travailliste de Pawlu Boffa se présente aux élections (c'est la première fois où tous les hommes de 21 et plus sont électeurs), sous le nom de Parti travailliste de Malte. Pour la première fois de son histoire, le programme ne fait aucune référence à la religion. C'est un grand succès pour Boffa qui avec le soutien du syndicat introduit des réformes significatives : suppression du Sénat, abolition du droit de vote multiple et droit de vote aux femmes. Face à des licenciements massifs sur les chantiers navals, l'ensemble des députés travaillistes démissionnent en juillet 1946, provocant de nouvelles élections (premier vote des femmes), que les travaillistes remportent. Boffa est toujours Premier ministre et apparait Dom Mintoff comme vice-Premier ministre, ministre de la reconstruction. Ce gouvernement introduit l'impôt sur les revenus et crée les services sociaux en 1948, avec un régime de retraite et des pensions pour les personnes âgées, pour les aveugles et les handicapés.

### Coalition avec le Parti nationaliste (1950-1955)
Rapidement, des dissensions apparaissent entre Boffa, à l'aile droite du parti, et Mintoff, à l'aile gauche, sur la position que doit prendre le parti face à « la puissance occupante », Mintoff prônant l'intégration de Malte à la Grande-Bretagne, Boffa restant sur une ligne plus conservatrice. En 1949, le parti reçoit un ultimatum du Parti travailliste anglais au sujet de l'aide financière apportée au parti, ce qui va provoquer une scission ; Boffa restant Premier ministre crée le Parti des travailleurs de Malte, Mintoff gardant le Parti travailliste de Malte. Aux élections générales de 1950, Les deux partis obtiennent le même nombre de sièges, mais Boffa s'allie avec le Parti nationaliste de Giorgio Borg Olivier. Baffa est ministre de la Santé et des Services sociaux, Mintoff restant dans l'opposition. Mintoff obtient 19 sièges aux élections de 1953, mais Boffa avec seulement trois sièges reste dans la coalition avec le Parti nationaliste ; c'est la dernière fois qu'une coalition gouverne à Malte.

### Premier gouvernement Mintoff (1955-1958)
Aux élections générales de 1955, Mintoff et le Parti travailliste de Malte, avec une majorité forment un gouvernement alors que le Parti des travailleurs de Malte se disloque pour bientôt disparaître. Le gouvernement Mintoff (l'écrivain Ġużè Ellul Mercer est ministre du Travail et Agatha Barbara, future présidente, ministre de l'Éducation, Albert Hyzler, futur président intérimaire, ministre de la Santé) œuvre en créant de nouveaux droits sociaux : une assistance chômage, une assurance maladie, la gratuité des médicaments, l'assistance à la tuberculose, la fourniture de lait aux enfants des écoles, etc. Mais cette législature est dominée par les débats sur l'intégration de Malte à la Grande-Bretagne. Un référendum en 1956 échoue, face à l'abstention et à l'opposition du Parti nationaliste et de l’Église maltaise; les négociations avec la Grande-Bretagne orientant Mintoff et le parti vers l'indépendance. La dégradation du climat politique et social va mener à des émeutes contre l'occupant britannique pour culminer dans celle de 28 avril 1958 avec de nombreuses arrestations, dont des membres du gouvernement, comme Barbara ou Hyzler, et finir par la démission du gouvernement Mintoff.

### Guerre religieuse (1958-1969)
La première prise de position de Mintoff et du parti pour l'intégration de Malte à la Grande-Bretagne a provoqué l'opposition de la puissante Église catholique maltaise, avec à sa tête l'archevêque Michael Gonzi, qui voyait d'un mauvais œil la prééminence de la religion anglicane. Cette situation va provoquer une nouvelle scission en 1962 avec la création du Parti des travailleurs chrétiens, qui précipite l'échec aux élections de 1962. La position de l’Église est encore efficace lors des élections de 1966. Les condamnations ne sont plus officielles, mais de nombreux prêtres prêchent pendant les offices contre le parti travailliste et ses membres. Il faudra l'intersession de l'archevêque Emmanuel Gerada, conseillé diplomatique du Vatican, ancien évêque coadjuteur de Malte, avec l'aide du frère Prosper Grech, futur cardinal, pour mettre fin à la guerre entre l’Église et le Parti travailliste, par un accord signé le Vendredi saint de 1969. En 1969, autres conséquences collatérales, la dissolution du Parti des travailleurs chrétiens et une nouvelle scission aboutissant à la fondation du Parti communiste maltais.

### Indépendance de Malte (1964)
Éloigné du pouvoir, relégué dans l'opposition, le parti travailliste participe aussi aux négociations qui aboutiront en 1964 à l’indépendance de Malte, mais en désaccord avec la forme de cette indépendance, l'armée anglaise est toujours présente à Malte et la reine d'Angleterre est toujours chef de l'État, le parti refuse de participer aux cérémonies célébrant cette indépendance.

### Deuxième gouvernement Mintoff (1971-1976)
Pour les élections de 1971, le parti passe un accord officiel avec l'Union générale des travailleurs Malta Maltija fil-Paċi u l-Progress (Malte maltaise en paix et le progrès) en se définissant comme social-démocrate. Ce programme envisage une renégociation avec « les forces étrangères à Malte » mais aussi de nouvelles mesures sociales : la semaine de 40 heures, le salaire minimum et une réforme de la fiscalité des revenus, l'égalité des droits sans distinction de race, de couleur ou de croyance. Pris aussi dans un fort mouvement d'émigration vers le Canada et l'Australie, le programme propose des solutions en faveur de la migration, du chômage, de l'éducation, du logement, de la qualité de vie et aussi de lutte contre la corruption.
À peine élus et le deuxième gouvernement Mintoff formé, sont entamées les négociations militaires et financières avec la Grande-Bretagne avec un premier résultat, le remplacement de sir Maurice Henry Dorman, gouverneur général de Malte, par un maltais, Anthony Mamo, futur premier président de Malte. En liaison avec son opposition, le Parti nationaliste de Borg Olivier, le changement de régime est obtenu et la République de Malte est créée le 13 décembre 1974. Les navires de guerre américains sont interdits d'escale à Malte et le siège de l'OTAN à Malte est fermé. La neutralité de Malte est proclamée et la République de Malte se range auprès des pays non-alignés en engageant des négociations économiques avec la Libye, l'URSS et la Chine, qui apporte son soutien aux docks et aux chantiers navals.

### Troisième gouvernement Mintoff (1976-1981)
En 1976, les travaillistes sont reconduits et Mintoff forme son troisième gouvernement. En politique intérieure, les deux gouvernements Mintoff auront nationalisé de nombreuses entreprises et créé Air Malta, Sea Malta, Bank of Valletta, Mid-Med Bank, Telemalta et Xandir Malta (Public Broadcasting Services - Radio-diffusion de Malte). Sont revus les salaires de la fonction publique avec un resserrement de la grille, adoptée la semaine de 40 heures, l'égalité des salaires homme/femme. Des lois sur le mariage civil, la dépénalisation de l'adultère et de l'homosexualité.

### Quatrième gouvernement Mintoff (1981-1984)
Aux élections générales de 1981, la Constitution de Malte subit ses premières épreuves. Le Parti travailliste recueille 49,1 % des voix de premier choix et 34 sièges, alors qu'avec 50,9 % des voix de premier choix, le parti nationaliste n'a que 31 sièges. Mintoff est donc reconduit pour un troisième gouvernement de suite, mais les députés nationalistes, qui refusent les résultats, ne veulent pas siéger. Il n'est pas établi que Mintoff aurait voulu organiser de nouvelles élections dans la première année de son gouvernement, mais aurait dû reculer devant l'opposition de sa majorité. S'ensuit de graves mouvements sociaux avec de nombreux boycotts, par exemple de la seule chaine de télévision nationale, mais aussi de menaces d'attentats. Finalement, Mintoff démissionne de sa fonction de Premier ministre, tout en gardant son statut de député, le 22 décembre 1984.

### Gouvernement Mifsud Bonnici (1984-1987)
Il est remplacé à la tête du parti par Karmenu Mifsud Bonnici, alors vice-président du mouvement et ministre de l'Éducation, qui devient Premier ministre. Les années Mifsud Bonnici sont marquées par des tensions et des violences, jusqu'au vote des amendements constitutionnels qui entreront en vigueur pour les élections de 1987.

### Parti d'opposition (1987-1996)
Aux élections générales de 1987, les travaillistes de Misfud Bonnici se font battre par les nationalistes de Edward Fenech Adami, des sièges supplémentaires sont accordés aux nationalistes une nouvelle fois majoritaires en voix de premier choix et minoritaires en siège. En 1984, Misfud Bonnici n'ayant pas exclu du parti ses partisans ayant commis des actes de violence, Toni Abela et Wenzu Mintoff quittent le parti travailliste pour créer le parti vert Alternative démocratique.
Un nouvel échec aux élections de 1992 entraîne la démission de Mifsud Bonnici. George Vella est pressenti comme président du parti mais il refuse la fonction, qui revient à Alfred Sant. Sant modernise rapidement le parti, il intègre un nouveau siège à Il-Ħamrun et est le premier parti politique à créer une radio, Super One Radio, et une chaine de télévision, Super One TV. Le parti travailliste passe des accords statutaire avec l'Union générale des travailleurs.

### Gouvernement Sant (1996-1998)
Sant, avec George Vella et George Abela, futur président de la République, emmène à la victoire son parti aux élections générales de 1996, avec une très large majorité en voix de premier choix, mais doit faire jouer l'amendement constitutionnel pour avoir un siège de majorité.
Le programme du parti travailliste était basé sur l'abolition de la Taxe sur la valeur ajoutée, taxe très impopulaire votée par les nationalistes en 1995. Une des premières actions du gouvernement Sant est de supprimer la TVA contestée mais pour la remplacer par un impôt indirect similaire la CET (Customs and Excise Tax), pas beaucoup plus populaire, conjuguée avec une forte augmentation des tarifs de l'eau et de l'électricité. Les choses vont s'aggraver très rapidement avec la démission au bout de cinq mois du ministre des Finances, Lino Spiteri, et se terminer quand Dom Mitoff s'abstient de voter le budget 1998 et surtout s'oppose à un projet d'aménagement de Cottonera, provoquant de nouvelles élections.

### Sant chef de l'opposition (1998-2008)
Le Parti travailliste perd les élections de 1998. Sant est largement confirmé à la tête du parti, mettant ainsi fin à la vie politique de Dom Mintoff, mais il perd son adjoint George Abela, qui ne veut pas le suivre.

#### Sant et l'Union européenne (2003-2004)
Les nationalistes au pouvoir concluent les négociations avec l'Union européenne et proposent un référendum en mars 2003. Sant et le parti travailliste, ne pensant pas que Malte soit encore prête à rejoindre l'Union, appelle à voter « non » ou nul ou encore à s'abstenir. Sant se déclare vainqueur du référendum malgré 54 % des voix pour le « oui », prétextant que ces votants pour le « oui » ne représentaient pas la majorité des inscrits. Devant cette opposition politique qui polluait les débats, le Premier ministre nationaliste Edward Fenech Adami demande au Président de la République de dissoudre la Chambre et de provoquer des élections générales en 2003, que les travaillistes perdent de nouveau. Sant démissionne de la présidence du parti et est réélu de nouveau à son poste. Aux premières élections européennes de 2004, les travaillistes envoient trois des leurs à Bruxelles, contre deux députés nationalistes.

#### Le dernier combat de Sant (2008)
Aux élections générales de 2008, le parti est mal préparé et le programme est très discuté, Sant est malade et doit subir une importante opération chirurgicale. Le parti perd pour la troisième fois consécutivement les élections et Sant démissionne de la présidence du parti en gardant son siège de député.

### Muscat chef de l'opposition (2008-2013)
C'est Joseph Muscat, député européen, qui est élu président du parti travailliste, le deuxième plus jeune président après Dom Mintoff. Muscat quitte le Parlement européen pour être coopté chef de l'opposition à la chambre des députés.
En novembre 2008, le nom officiel du Parti travailliste de Malte (MLP) est changé pour retrouver son nom d'origine de Parti travailliste (PL), et l'emblème du parti est modernisé.
Lors des élections européennes de 2009, les travaillistes envoient quatre députés à Bruxelles, contre deux pour les nationalistes.
Une opposition interne au parti nationaliste sur le vote du budget 2013 provoque la chute du gouvernement de Lawrence Gonzi, déclenchant des élections générales pour mars 2013, faisant naître des espoirs chez les travaillistes de Muscat après trois échecs consécutifs.

## Organisation
Le 14 janvier 1951 est créée une organisation pour les jeunes travaillistes, le Labour League of Youth.

## Résultats électoraux

### Élections législatives
| Année | Voix    | %    | Sièges  | Rang | Gouvernement  |
| ----- | ------- | ---- | ------- | ---- | ------------- |
| 1921  | 4 037   | 19,7 | 7 / 32  | 3e   | Opposition    |
| 1924  | 4 632   | 19,2 | 7 / 32  | 3e   | Opposition    |
| 1927  | 5 011   | 14,6 | 3 / 32  | 3e   | Coalition     |
| 1932  | 4 138   | 8,6  | 1 / 32  | 3e   | Opposition    |
| 1939  | 3 100   | 8,8  | 1 / 10  | 3e   | Opposition    |
| 1945  | 19 071  | 76,2 | 9 / 10  | 1er  | Boffa I       |
| 1947  | 63 145  | 59,9 | 23 / 40 | 1er  | Boffa II      |
| 1950  | 30 332  | 28,6 | 11 / 40 | 2e   | Opposition    |
| 1951  | 40 208  | 35,7 | 14 / 40 | 1er  | Opposition    |
| 1953  | 52 771  | 44,6 | 19 / 40 | 1er  | Opposition    |
| 1955  | 68 447  | 56,7 | 23 / 40 | 1er  | Mintoff I     |
| 1962  | 50 974  | 33,9 | 16 / 50 | 2e   | Opposition    |
| 1966  | 61 774  | 43,1 | 22 / 50 | 2e   | Opposition    |
| 1971  | 85 448  | 50,8 | 28 / 55 | 1er  | Mintoff II    |
| 1976  | 105 854 | 51,5 | 34 / 65 | 1er  | Mintoff III   |
| 1981  | 109 990 | 49,1 | 34 / 65 | 2e   | Mintoff IV    |
| 1987  | 114 936 | 48,9 | 34 / 65 | 2e   | Opposition    |
| 1992  | 114 911 | 46,5 | 31 / 65 | 2e   | Opposition    |
| 1996  | 132 496 | 50,7 | 35 / 69 | 1er  | Sant          |
| 1998  | 124 220 | 47,0 | 30 / 65 | 2e   | Opposition    |
| 2003  | 134 092 | 47,5 | 30 / 65 | 2e   | Opposition    |
| 2008  | 141 888 | 48,8 | 34 / 69 | 2e   | Opposition    |
| 2013  | 167 533 | 54,8 | 39 / 69 | 1er  | Muscat I      |
| 2017  | 170 976 | 55,0 | 37 / 67 | 1er  | Muscat II     |
| 2022  | 162 707 | 55,1 | 44 / 79 | 1er  | Abela I et II |

### Élections européennes
| Année | Voix    | %     | Sièges |
| ----- | ------- | ----- | ------ |
| 2004  | 118 983 | 48,4  | 3 / 5  |
| 2009  | 135 917 | 54,8  | 4 / 6  |
| 2014  | 134 462 | 53,3  | 3 / 6  |
| 2019  | 141 267 | 54,3  | 4 / 6  |
| 2024  | 117 805 | 45,26 | 3 / 6  |

## Dirigeants
- Parti travailliste
  - 1921-1927 : Willian Savona
  - 1927-1929 : Michael Dundon
  - 1929-1949 : Pawlu Boffa
- Parti des travailleurs de Malte
  - 1949-1955 : Pawlu Boffa
- Parti travailliste de Malte
  - 1949-1984 : Dom Mintoff
  - 1984-1992 : Carmelo Mifsud Bonnici
  - 1992-2008 : Alfred Sant
  - 2008 - 2020 : Joseph Muscat
  - depuis 2020 : Robert Abela